# Mack Stengler
Macklyn « Mack » Stengler, né le 31 juillet 1895 dans le Wisconsin (lieu exact à préciser), mort le 27 mai 1962 à Los Angeles — Quartier d'Hollywood (Californie), est un directeur de la photographie américain, membre de l'ASC.

## Biographie
Mack Stengler est chef opérateur sur près de cent-trente films américains sortis entre 1926 et 1949, principalement de série B et notamment dans les genres du western et du film d'horreur. En particulier, vers la fin des années 1940, il collabore à la série cinématographique des Hopalong Cassidy, avec William Boyd dans le rôle-titre (ex. : Le Mystérieux Visiteur (en) de George Archainbaud en 1947). Signalons aussi une série de courts métrages produits (parfois réalisés) par Mack Sennett, sortis en 1930 et 1931 (ex. : No, No, Lady d'Edward F. Cline en 1931, avec Andy Clyde).
Parmi ses films notables, mentionnons The Sunset Legion de Lloyd Ingraham et Alfred L. Werker (1928, avec Fred Thomson), Sous le ciel des tropiques d'Henry King (1930, avec Lupe Vélez et Jean Hersholt), Le Roi des zombies de Jean Yarbrough (1941, avec Joan Woodbury et Mantan Moreland), Le Monstre de minuit de Wallace Fox (1942) et The Ape Man de William Beaudine (1943), ces deux derniers avec Béla Lugosi.
À partir de 1949 et jusqu'en 1962 (année de sa mort d'une crise cardiaque), Mack Stengler travaille pour la télévision sur dix-huit séries. Citons les séries-westerns The Lone Ranger (78 épisodes, 1949-1951, avec Clayton Moore dans le rôle-titre) et Gunsmoke (trois épisodes, 1955, avec James Arness), ainsi que la sitcom Leave it to Beaver (cent-quarante-deux épisodes, 1958-1962, avec Barbara Billingsley et Hugh Beaumont). S'y ajoute un téléfilm diffusé en 1957.

## Filmographie partielle

### Au cinéma
- 1926 : Out of the Storm de  Louis J. Gasnier
- 1926 : College Days de Richard Thorpe
- 1927 : One Hour of Love (en) de Robert Florey
- 1927 : Silver Comes Through de Lloyd Ingraham
- 1927 : The First Night de Richard Thorpe
- 1928 : The Sunset Legion de Lloyd Ingraham et Alfred L. Werker
- 1928 : Lost at Sea de Louis J. Gasnier
- 1928 : Sur les pistes du Sud (Pioneer Scout) de Lloyd Ingraham et Alfred L. Werker
- 1930 : Divorced Sweethearts de Mack Sennett (court métrage)
- 1930 : The Border Legion d'Otto Brower et Edwin H. Knopf
- 1930 : Don't Bite Your Dentist d'Edward F. Cline (court métrage)
- 1930 : A Hollywood Theme Song de William Beaudine (court métrage)
- 1930 : Sous le ciel des tropiques (Hell Harbor) d'Henry King
- 1931 : No, No, Lady d'Edward F. Cline (court métrage)
- 1931 : Dance Hall Marge de Del Lord et Mack Sennett (court métrage)
- 1931 : The College Vamp de William Beaudine (court métrage)
- 1932 : One Man Law de Lambert Hillyer
- 1933 : Murder in the Library de George Melford
- 1934 : Chloe, Love Is Calling You de Marshall Neilan
- 1936 : We're in the Legion Now de Crane Wilbur
- 1937 : Alerte aux banques (Bank Alarm) de Louis J. Gasnier
- 1937 : Navy Spy de Crane Wilbur
- 1938 : Knight of the Plains de Sam Newfield
- 1938 : The Terror of Tiny Town de Sam Newfield
- 1938 : Sunset Murder Case de Louis J. Gasnier
- 1940 : Sky Bandits (en) de Ralph Staub
- 1940 : Broken Strings (en) de Bernard B. Ray
- 1941 : Gambling Daughters de Max Nosseck
- 1941 : Le Roi des zombies (King of the Zombies) de Jean Yarbrough
- 1942 : The Living Ghost de William Beaudine
- 1942 : Le Monstre de minuit (Bowery at Midnight) de Wallace Fox
- 1942 : So's Your Aunt Emma de Jean Yarbrough

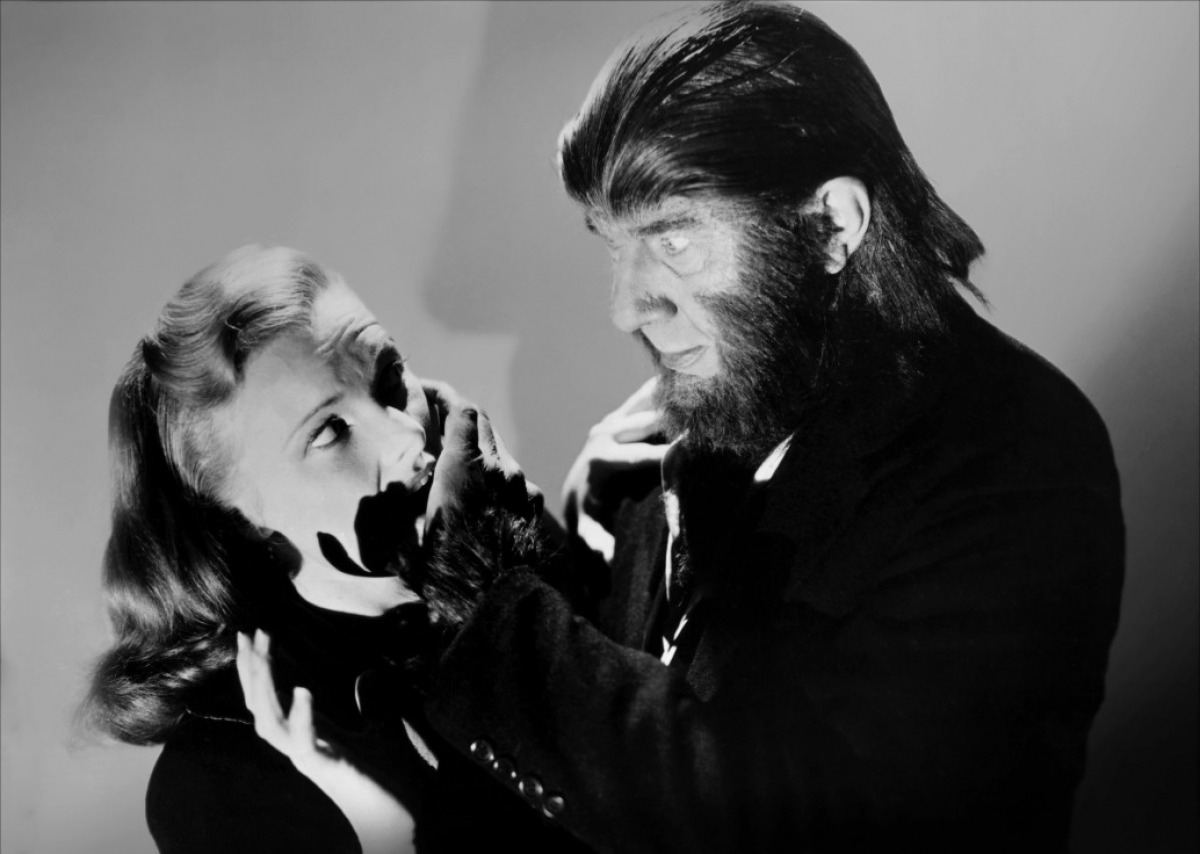
The Ape Man (1943) : Louise Currie et Béla Lugosi (photo promotionnelle)

- 1943 : Silver Skates de Leslie Goodwins
- 1943 : Ghosts on the Loose de William Beaudine
- 1943 : Sagebrush Law de Sam Nelson
- 1943 : Femmes enchaînées (Women in Bondage) de Steve Sekely
- 1943 : Spy Train d'Harold Young
- 1943 : Where Are Your Children? de William Nigh
- 1943 : You Can't Beat the Law ou Prison Mutiny de Phil Rosen
- 1943 : L'Homme-singe (The Ape Man) de William Beaudine
- 1943 : Cosmo Jones in the Crime Smasher de James Tinling
- 1943 : Smart Guy de Lambert Hillyer
- 1944 : Alaska de George Archainbaud
- 1944 : Oh, What a Night de William Beaudine
- 1944 : Invitation à la danse (Lady, Let's Dance) de Frank Woodruff
- 1944 : Army Wives de Phil Rosen
- 1945 : Adventures of Kitty O'Day de William Beaudine
- 1945 : Why Girls Leave Home de William Berke
- 1946 : The Devil's Playground de George Archainbaud
- 1947 : Le Mystérieux Visiteur (Unexpected Guest) de George Archainbaud
- 1947 : Fall Guy de Reginald Le Borg
- 1948 : Jungle Patrol de Joseph M. Newman
- 1948 : Let's Live Again d'Herbert I. Leeds
- 1948 : Silent Conflict de George Archainbaud
- 1948 : The Argyle Secrets (en) de Cy Endfield
- 1948 : Le Condamné de la cellule cinq (I Wouldn't Be in Your Shoes) de William Nigh
- 1948 : The Gay Intruders de Ray McCarey
- 1949 : Joe Palooka in the Big Night de Cy Endfield

### À la télévision (séries)
- 1949-1951 : The Lone Ranger
  - Saisons 1 et 2, 78 épisodes
- 1955 : Gunsmoke ou Police des plaines (Gunsmoke ou Marshal Dillon)
  - Saison 1, épisode 5 Obie Tater, épisode 7 Smoking Out the Nolans et épisode 8 Kite's Reward, tous trois réalisés par Charles Marquis Warren
- 1958-1962 : Leave It to Beaver
  - Saisons 1 à 5, 142 épisodes